# Небога Марія Андріївна
Марія Андріївна Небога (10 червня 1937, село Плахтіївка, тепер Саратського району Одеської області — ?) — українська радянська діячка, новатор сільськогосподарського виробництва, трактористка, ланкова механізованої ланки колгоспу «Родина» Саратського району Одеської області. Депутат Верховної Ради УРСР 6—7-го скликань. Герой Соціалістичної Праці (23.06.1966).

## Біографія
Народилася у селянській родині. У 1952 році закінчила Плахтіївську семирічну школу Саратського району Одеської області.
Трудову діяльність розпочала у 1952 році колгоспницею сільськогосподарської артілі «Родина» села Плахтіївки.
У 1953—1954 роках навчалася на курсах трактористів Теплицької школи механізації сільського господарства.
З 1954 року — трактористка, ланкова механізованої ланки із вирощування кукурудзи колгоспу «Родина» села Плахтіївки Саратського району Одеської області.
Досягала високого виробітку на трактор, значної економії пального та заощадження коштів на ремонт. У 1962 році при плані 400 гектарів Марія Небога виробила трактором «ХТЗ-7» 712 гектарів м'якої оранки. Вирощувала високі врожаї кукурудзи. Ланка Небоги на початку 1960-х років щорічно одержувала по 48 і більше центнерів зерна кукурудзи із кожного гектара.
Член КПРС з 1964 року. Обиралася делегатом XXIII з'їзду КПУ (1966).
Потім — на пенсії у селі Плахтіївці Саратського району Одеської області.

## Нагороди
- Герой Соціалістичної Праці (23.06.1966)
- орден Леніна (23.06.1966)
- ордени
- медалі